# ليانغ تشونغ
ليانغ تشونغ (بالصينية: 梁充) هو لاعب شطرنج صيني، ولد في 29 يناير 1980 في غوانزو في الصين.

## وصلات خارجية
- ليانغ تشونغ على موقع الاتحاد الدولي للشطرنج (الإنجليزية)
- ليانغ تشونغ على موقع مباريات الشطرنج (الإنجليزية)
- ليانغ تشونغ على موقع 365Chess.com (الإنجليزية)
- ليانغ تشونغ على موقع Chesstempo.com (الإنجليزية)
- ليانغ تشونغ سجل أولمبياد الشطرنج على موقع OlimpBase.org (الإنجليزية)